# سیمین‌ماهی اروپایی
سیمین‌ماهی اروپایی (نام علمی: Osmerus eperlanus) نام یک گونه از سرده سربرهنه است.